# بين فارار
بين فارار (بالإنجليزية: Ben Farrar) هو لاعب دوري الرغبي أسترالي، ولد في 2 ديسمبر 1986 في نيوكاسل في أستراليا.

## روابط خارجية
- بين فارار على موقع ItsRugby.co.uk (الإنجليزية)